# Bellefont-La Rauze
Bellefont-La Rauze ist eine französische Gemeinde mit 1.188 Einwohnern (Stand: 1. Januar 2022) im Département Lot in der Region Okzitanien. Sie gehört zum Arrondissement Cahors und zum Kanton Cahors-2. 
Sie entstand mit Wirkung vom 1. Januar 2017 als Commune nouvelle durch die Zusammenlegung der bisherigen Gemeinden Cours, Laroque-des-Arcs und Valroufié, die seither über den Status einer Commune déléguée verfügen.

## Gliederung
| Ortsteil                           | ehemaliger INSEE-Code | Fläche (km²) | Einwohnerzahl zum 1. Januar 2022 |
| ---------------------------------- | --------------------- | ------------ | -------------------------------- |
| Cours                              | 46077                 | 17,05        | 289                              |
| Laroque-des-Arcs (Verwaltungssitz) | 46156                 | 07,69        | 457                              |
| Valroufié                          | 46327                 | 13,48        | 442                              |

## Geographie
Nachbargemeinden von Bellefont-La Rauze sind Maxou im Nordwesten, Francoulès und Nadillac im Norden, Cras im Nordosten, Cabrerets im Osten, Saint Géry-Vers im Südosten, Lamagdelaine im Süden, Cahors im Südwesten und Saint-Pierre-Lafeuille im Westen.

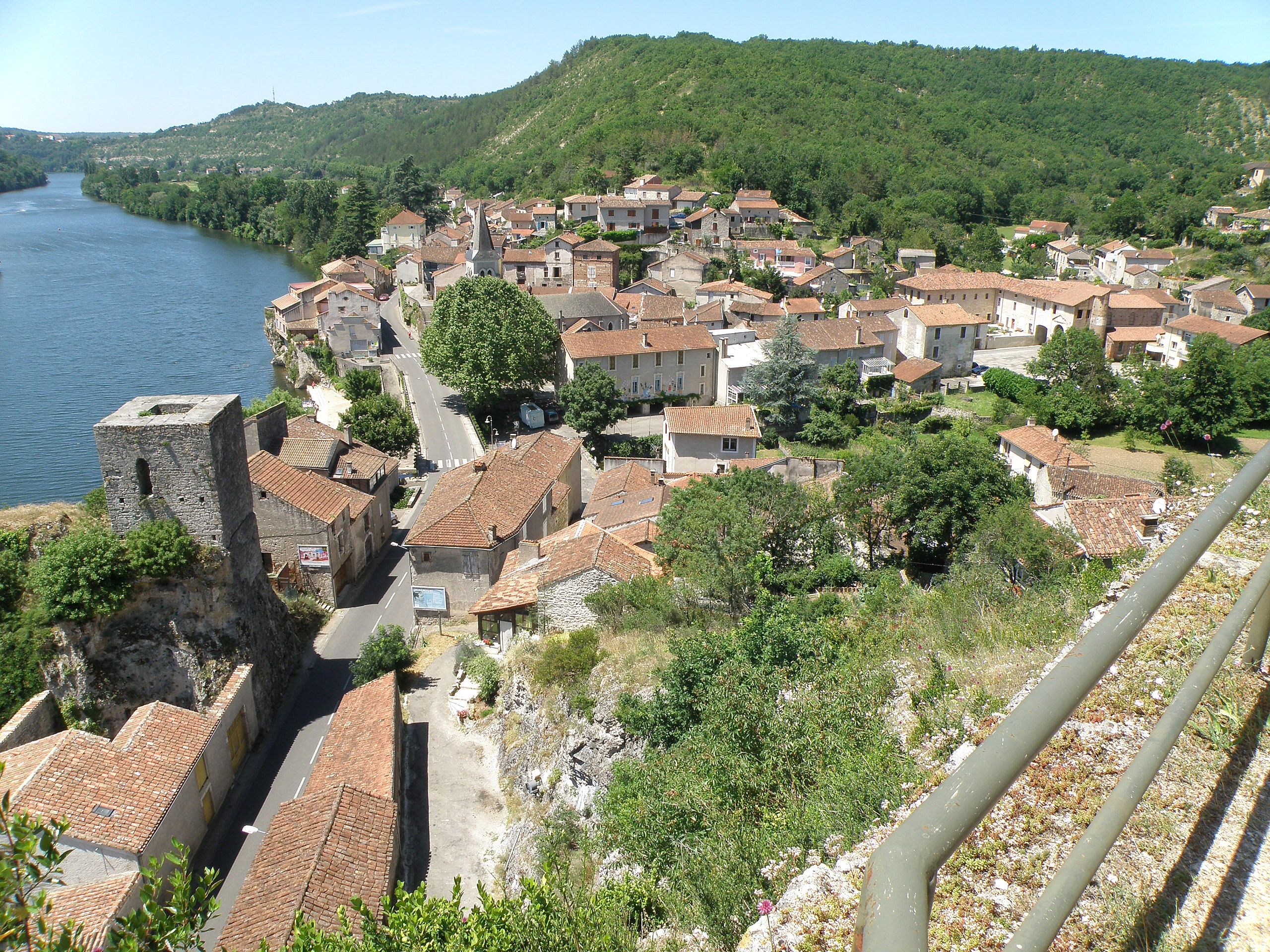
Laroque-des-Arcs